# Skip Ltd.
Skip é uma desenvolvedora japonesa de jogos de video game. A Nintendo públicou todos os jogos da empresa no Japão; com exceção apenas do jogo de Nintendo DS LOL. 

## Jogos

### Game Boy Advance

#### bit Generationsseries
- Boundish
- Coloris
- Dialhex
- Dotstream
- Orbital
- Soundvoyager

### Nintendo DS
- Chibi-Robo!: Park Patrol
- LOL

### Nintendo GameCube
- Chibi-Robo!
- GiFTPiA

### Wii
- Captain Rainbow
- Chibi Robo! (Play on the Wii selection)
- Art Style: ORBIENT (WiiWare)
- Art Style: CUBELLO (WiiWare)
- Art Style: ROTOHEX (WiiWare)